# سید جاسم ساعدی
جعبه اطلاعات سیاست‌مدار
| نام              = سید جاسم ساعدی
| تصویر            =
| شرح تصویر        =
| نام کامل         =
| معروف به         =
| نام مستعار       =
| زادروز           = ۱۳۳۸
| شهر تولد         = اهواز
| کشور تولد        = ایران
| تاریخ مرگ        =
| شهر مرگ          =
| کشور مرگ         =
| نام همسر         =
| فرزندان          =
|خویشاوندان سرشناس =
| تحصیلات           = لیسانس برنامه‌ریزی اجتماعی
| دین              =
| حزب سیاسی        =
| سمت              = نماینده‌ دوره‌های چهارم، پنجم، ششم، هفتم و هشتم مجلس شورای اسلامی
| پست‌های قبلی      =
| فعالیت‌ها         = 
| قبل از           =
| بعد از           =
| وبگاه رسمی       =
| امضا             =
| زیرنویس          =
}}
سید جاسم ساعدی (زادهٔ ۱۳۳۸ در اهواز) سیاستمدار ایرانی و نمایندهٔ حوزهٔ انتخابیهٔ شوش در دورهٔ چهارم مجلس شورای اسلامی بوده‌است. وی پیش‌تر در دورهٔ پنجم نیز عضو این مجلس بود.